# Hypoiodite
L'ion hypoiodite est l'espèce chimique de formule IO−. Cet oxoanion est la base conjuguée de l'acide hypoiodeux HIO, dans lequel l'iode est à l'état d'oxydation +1. Par extension, les hypoiodites sont les sels et esters contenant cet anion.
L'ion hypoiodite n'a été observé qu'en solution et n'a pas été isolé sous forme solide. On peut produire des hypoiodites en solution aqueuse de façon analogue aux hypochlorites ClO− et aux hypobromites BrO− par réaction d'iode I2 avec des bases fortes comme des hydroxydes de métaux alcalins, ce qui conduit à une dismutation de I2 (état d'oxydation 0) en iodure I− (état d'oxydation -1) et hypoiodite IO− (état d'oxydation +1) :
I2 + 2 OH− → I− + IO− + H2O.
L'utilisation d'hydroxyde de sodium NaOH donne ainsi une solution d'iodure de sodium NaI et d'hypoiodite de sodium NaIO :
I2 + 2 NaOH → NaI + NaIO + H2O.
On peut également former des hypoiodites par réaction stœchiométrique d'iode et d'un alcoolate de sodium. Ils sont particulièrement instables, de sorte qu'ils doivent être produits in situ, les solutions ayant une durée de vie inférieure à une heure ; ils se décomposent par dismutation en iodates IO3− (état d'oxydation +5) et iodures I− (état d'oxydation -1) :
3 IO− → IO3− + 2 I−.